# Jacquère

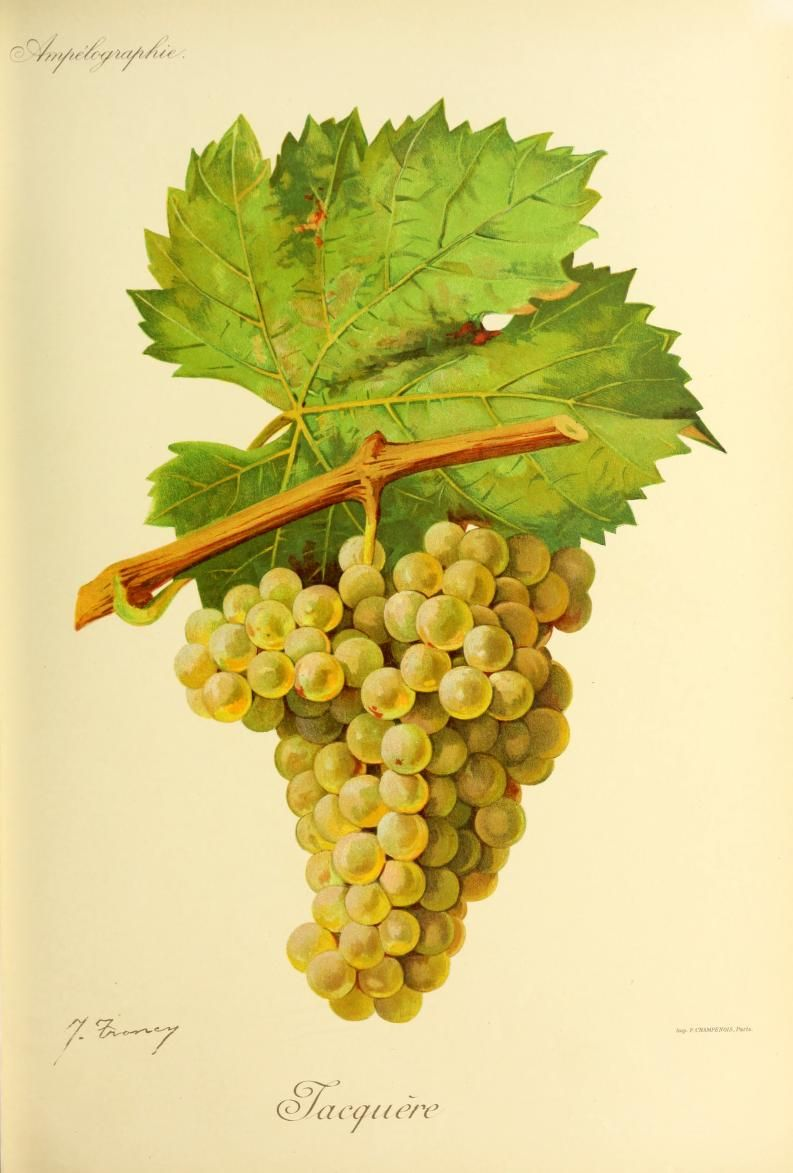
Jacquère im Buch von Viala & Vermorel

Jacquère ist eine autochthone Weißweinsorte der französischen Region Savoyen und ist dort weit verbreitet. Sie belegt in Frankreich ca. 1.052 Hektar (Quelle ONIVINS), die Tendenz ist seit 2005 stagnierend. Beschrieben wurde die Sorte erstmals am 21. September 1868. Pierre Tochon hielt während einer Weinbaumesse in Chambéry einen Vortrag über den Weinbau in Savoyen und hatte die Beschreibung zu diesem Anlass angefertigt.
Die ertragreiche Sorte erbringt fruchtige Weißweine mit einem blumigen Bouquet und auf sehr kargen Böden einem typischen Feuersteingeschmack. Sie ist empfindlich gegen Schwarzfäule und Rohfäule. Dagegen ist sie nicht sehr anfällig gegen den Echten- und Falschen Mehltau.
Sie wird als Verschnittpartner in den Weiß- und Roséweinen der Appellationen Vin du Bugey und Vin de Savoie verwendet. Auch in der französischsprachigen Schweiz sind kleine Bestände bekannt. In Portugal ist die Sorte in den Regionen Ribatejo und Oeste zugelassen.
In Frankreich sind die Klone 569, 629, 658, 769, 788 und 923 für den Ausbau von Qualitätsweinen zugelassen.
Siehe auch die Artikel Weinbau in Frankreich, Weinbau in Portugal und Weinbau in der Schweiz sowie die Liste von Rebsorten.

## Ampelographische Sortenmerkmale
In der Ampelographie wird der Habitus folgendermaßen beschrieben:
- Die Triebspitze ist offen. Sie ist wollig behaart und an den Spitzen leicht rötlich gefärbt. Die Jungblätter mit ihren bronzefarbenen Flecken sind spinnwebig behaart.
- Die großen Blätter sind fünflappig und ausgeprägt tief gebuchtet. Die Stielbucht ist V-förmig offen. Das Blatt ist spitz gesägt. Die Zähne sind im Vergleich der Rebsorten eng gesetzt. Die Blattoberfläche (auch Spreite genannt) ist nur leicht blasig derb.
- Die walzen- bis kegelförmige Traube ist mittelgroß, geschultert und sehr dichtbeerig. Die rundlichen bis leicht ovalen Beeren sind mittelgroß und von grüngelber bis goldgelber Farbe. Bei Vollreife tendiert die Farbe zu einem sehr hellen Rot. Das Aroma der nur wenig saftigen Beere ist neutral.

Die Beeren reifen ca. 20 Tage nach denen des Gutedels. Sie gilt nach internationalem Maßstab noch als mittelfrüh reifend stellt jedoch in seiner Heimat, dem gebirgigen Teil Savoyens die oberste Grenze der noch reifenden Beeren dar.
Schwierig ist ihre Wüchsigkeit. Wenn die Sorte nicht scharf zurückgeschnitten wird, können die Erträge leicht bei 120 Hektoliter / Hektar oder mehr liegen, was sie zu einem Massenträger macht. In diesen Fällen werden die Beeren unterversorgt und als Ergebnis erzielen die Weinbauern dünne Weine mit hohen Säurewerten. Um gute Weinqualitäten zu erzielen, muss durch eine gezielte Traubenausdünnung eine Ertragsminderung durchgeführt werden.

## Synonyme
Die Rebsorte Jacquère ist auch unter den Namen Altesse de Saint-Chef, Blanc des Ecoutoux, Buisserate, Cherché, Coufe Chien (lokaler Name in der Gemeinde Roussillon), Cugnète, Cugnette, Cugniette, Jacquère blanche, Jacquerre, Jacquière, Martin cot, Martin cot blanc, Molette, Molette de Montmelian, Plant de Myans, Plant des Abymes, Redin, Robinet (lokaler Name in der Gemeinde Conflans), Rossette, Rossettin, Roussette (sie ist dabei aber nicht verwandt mit der Rebsorte Roussette) und Roussette de Montmelian bekannt.